# Гелениум
Геле́ниум (лат. Helenium) — род однолетних и многолетних травянистых растений семейства сложноцветных. 32 вида в Северной и Центральной Америке, главным образом на западе США.
Стебли достигают высоты от 10 до 160 см. На каждом стебле одна или несколько корзинок в щитковидных соцветиях. Листья овальные, копьевидные. Плод — семянка с паппусом. Цветут во второй половине лета и осенью.
Многие виды декоративны, напр. гелениум осенний (Н. autumnale). Садовые формы и сорта гибридного происхождения объединяют под названием гелениум гибридный (Н. hybridum). Они различны по высоте и различаются окраской цветочных корзинок — комбинациями жёлтых, коричневых и красно-пурпуровых оттенков.

## Виды

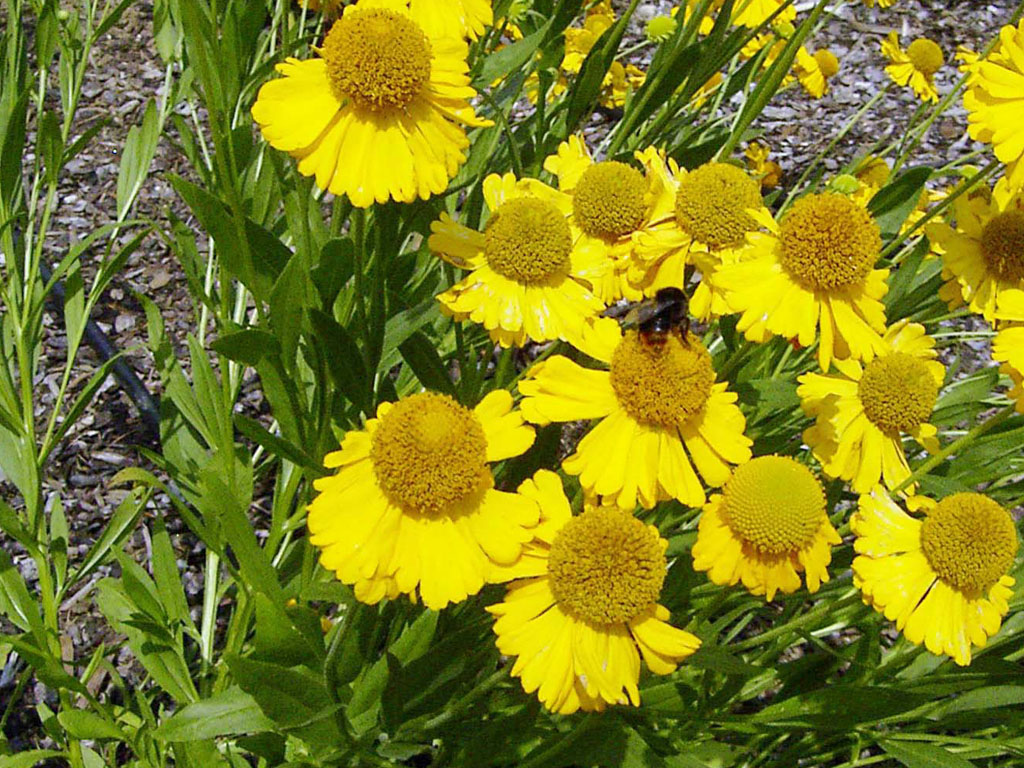
Helenium autumnale сорт 'Pumilum Magnificum'

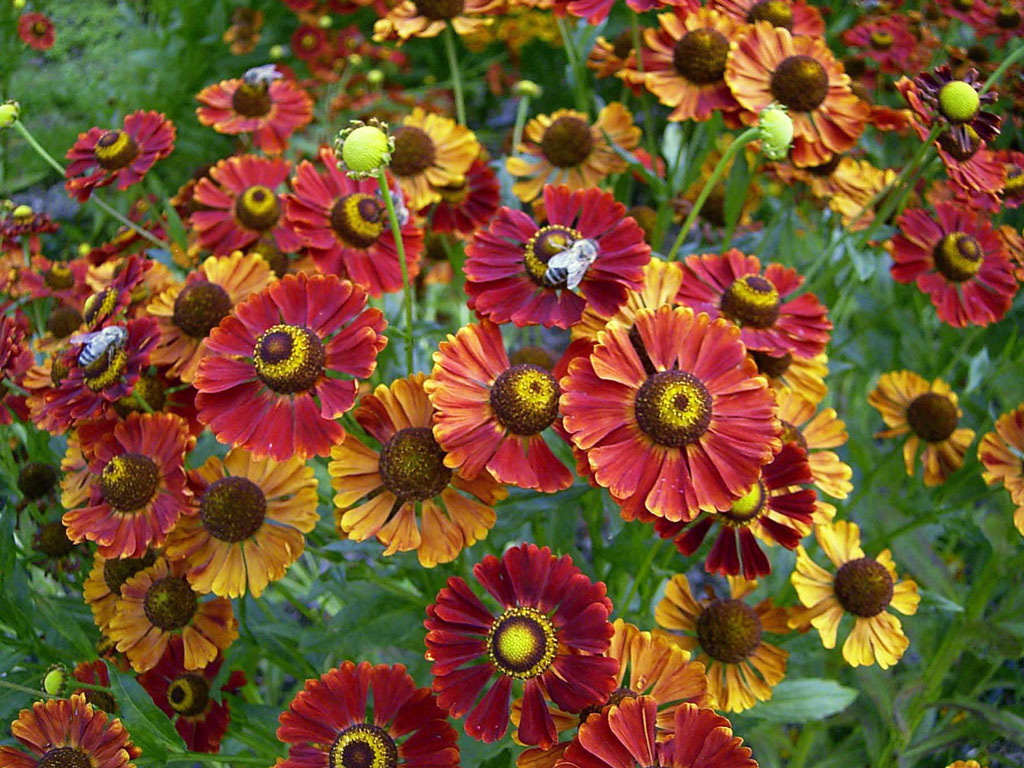
Корзинки сорта 'Dunkle Pracht'

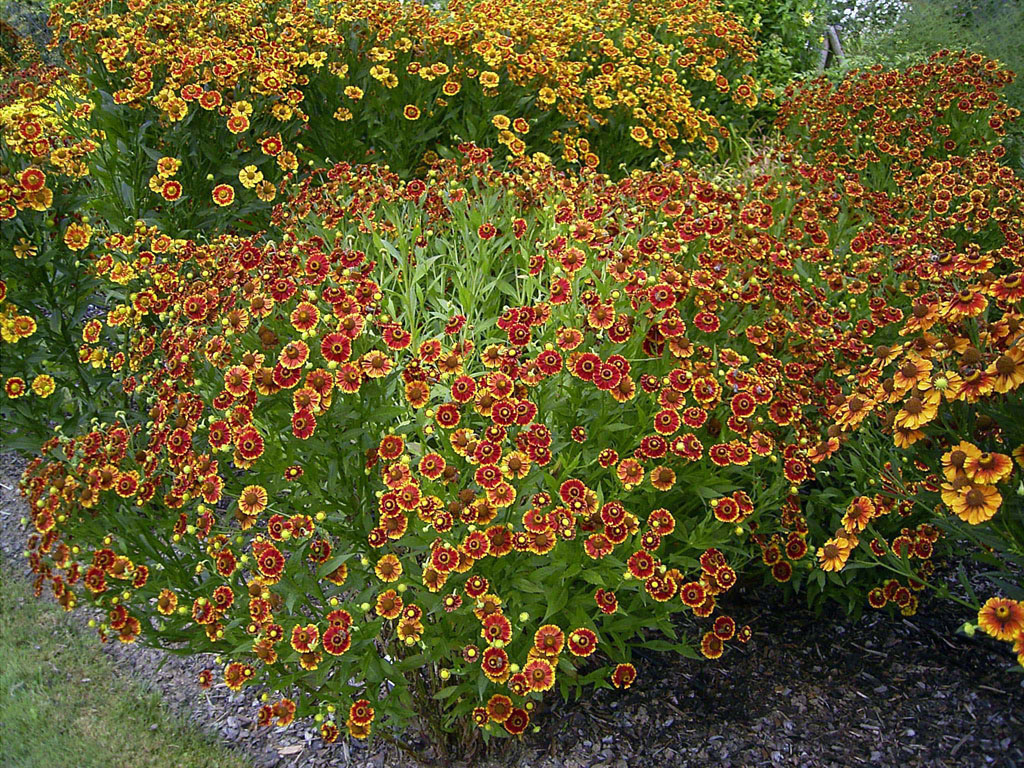
Растение сорта 'Fiesta'

Карл Линней впервые описал в 1753 году единственный известный вид Helenium autumnale.
По информации базы данных The Plant List, род включает 39 видов:
- Helenium apterum (S.F.Blake) Bierner
- Helenium argentinum Ariza
- Helenium arizonicum S.F.Blake
- Helenium aromaticum (Hook.) L.H.Bailey
- Helenium atacamense Cabrera
- Helenium autumnale L. — Гелениум осенний
- Helenium bigelovii A.Gray
- Helenium bolanderi A.Gray
- Helenium brevifolium (Nutt.) Alph.Wood
- Helenium campestre Small
- Helenium chihuahuensis Bierner
- Helenium donianum (Hook. & Arn.) Seckt
- Helenium drummondii H.Rock
- Helenium elegans DC.
- Helenium fimbriatum (Michx.) A.Gray
- Helenium flexuosum Raf.
- Helenium glaucum (Cav.) Stuntz
- Helenium insulare (Phil.) Cabrera
- Helenium integrifolium Sessé & Moc.
- Helenium laciniatum A.Gray
- Helenium linifolium Rydb.
- Helenium longiaristatum Cuatrec.
- Helenium mexicanum Kunth
- Helenium microcephalum DC.
- Helenium ovallense Bierner
- Helenium pinnatifidum (Schwein. ex Nutt.) Rydb.
- Helenium polyphyllum Small
- Helenium puberulum DC.
- Helenium quadridentatum Labill.
- Helenium radiatum (Less.) Seckt
- Helenium scaposum Britton
- Helenium scorzoneraefolium (DC.) A.Gray
- Helenium tenuifolium Nutt.
- Helenium thurberi A.Gray
- Helenium tinctorium (Molina) J.F.Macbr.
- Helenium urmenetae (Phil.) Cabrera
- Helenium vallenariense (Phil.) Bierner
- Helenium vernale Walter
- Helenium virginicum S.F.Blake

## В культуре
При использовании в пищу все гелениумы являются токсичными и могут вызывать раздражения кожи. Травоядные животные избегают гелениумы, так как их вкус интенсивно-горький.
Почва: влажная, плодородная. Посадки рекомендуется мульчировать во избежание пересыхания корней. В сухую погоду рекомендуется полив два раза в неделю. При недостаточном увлажнении почвы происходит раннее усыхание листьев в нижней части стеблей.
Место посадки должно быть хорошо освещено солнцем. Жёлтоцветковые сорта могут цвести в полутени, красноцветковые не цветут. Растения рекомендуется высаживать с интервалом от 24 до 75 см друг от друга.
Сортовые гелениумы желательно делить и рассаживать не реже, чем раз в три года. У густо расположенных розеток, особенно в центре куста, слабые корни и, соответственно, цветение. Именно эти старые розетки подвержены зимнему вымоканию и вымерзанию. Посадки, пересадки, деление лучше проводить весной.
Высокорослые сорта требуют подвязки. Прищипывание побегов в мае сдвигает цветение на более поздние сроки, но позволяет сформировать более густые кусты.
Осенью побеги срезают на уровне земли.

## Вредители
Улитки и слизни могут повреждать молодые листья.
Нематоды могут поселяться во внутренних тканях растений. Поражённые нематодой кусты отстают в росте и могут иметь деформированные побеги. Поражённые нематодами растения сжигают.
В профилактических целях гелениумы не выращивают на одном и том же месте более 3—4 лет.